# رودريغو إيفان غوميز
رودريغو إيفان غوميز (بالإسبانية: Rodrigo Ivan Gómez)‏ (24 مارس 1981 بمونتفيدو في الأوروغواي - ) هو لاعب كرة قدم أوروغواني في مركز الدفاع. لعب مع ديفينسور سبورتينغ ورامبلا جونيورز ومينيروس دو غويانا ونادي إيرميس أراديبو ونادي ديبورتيفو سان خوسي ونادي زامورا وأتليتيكو بروغريسو ‏.

## وصلات خارجية
- رودريغو إيفان غوميز على موقع Soccerway.com (الإنجليزية)